# Kristsociala folkpartiet
Kristsociala folkpartiet (lux: Chrëschtlech-Sozial Vollekspartei; fr: Parti populaire chrétien social; ty: Christlich Soziale Volkspartei, CSV) är ett kristdemokratiskt parti i Luxemburg, grundat 1944. Partiet är medlem i Europeiska folkpartiet (EPP) och dess Europaparlamentariker ingår i Europeiska folkpartiets grupp (kristdemokrater) (EPP). Partiet har en stark ställning i landet och har varit i regeringsställning oavbrutet sedan andra världskriget, med undantag för perioden 1974 till 1979, då Gaston Thorn från Demokratiska partiet var premiärminister. Kristsociala folkpartiet är starkt EU-vänligt.
I Europaparlamentsvalet 2004 fick partiet 37,1 % av rösterna, hälften av landets sex mandat och blev således det största partiet i Luxemburg. I det nationella parlamentsvalet 2004 fick partiet 36,1 % och 24 av de totalt 60 mandaten. Från 1995 till 2013 var Jean-Claude Juncker från CSV Luxemburgs premiärminister.